# Ulrika Rolfsdotter
Ulrika Rolfsdotter, född 25 april 1977 i Bjärtrå församling, Västernorrlands län, är en svensk författare och socionom.
Ulrika Rolfsdotter har arbetat inom socialtjänsten i Gävle. Hon debuterade som författare 2020 med kriminalromanen Rovhjärta.